# Гордієнко Віталій Олегович (актор)
Віталій Олегович Гордієнко (нар. 10 жовтня 1998, с. Жуків, Тернопільська область, Україна) — актор, відеоблоґер. Станом на серпень 2023-го кількість підписників на основному каналі «Загін Кіноманів» становить понад 620 тисяч, а кількість переглядів сягнула 46 мільйонів.

## Життєпис
Народився 10 жовтня 1998 року у селі Жуків. У віці 5 років переїхав в місто Рівне, де й навчався у школі. Здобувши середню освіту, вступив до Львівського національного університету імені Івана Франка на спеціальність Акторське мистецтво. Закінчивши навчання, протягом двох років працював у Львівському академічному драматичному театрі імені Лесі Українки.

## Кар'єра

### Роль у театрі
Перший український театр для дітей та юнацтва
- 2018 — драма «Прекрасні, прекрасні, прекрасні часи» Йоанни Віховської за темами твору «За дверима» Ельфріде Єлінек; реж. Роза Саркісян

Львівський академічний драматичний театр імені Лесі Українки
- 2019 — інструкція до вжитку «Люди» за однойменною п'єсою Моніки Каньової; реж. Василь Колісник
- 2019 — сімейна сага «Мої родичі та інші покидьки» за п'єсою «Мать Горького» Лєни Лягушонкової; реж. Ігор Білиць
- 2020 — апокаліптична мольфа «Галдамаш» за п'єсою «Екологічна балада» Ольги Мацюпи; реж. Світлана Ілюк

### Відеоблоґінґ
Канал «Загін кіноманів» був створений 2016 року. Фокусується більше на оглядах фільмів. Перше відео  було створено 12 березня 2017 року, коли Віталій почав цікавитись кінематографом і коли у серпні вийшов фільм «Загін самогубців». У цьому йому допомагав один з найкращих товаришів, якому розповів цю ідею. 
На початках коли канал був непопулярний це було як хобі. Але з вересня 2021 року Віталій звільнився з театру й переїхав до Києва, щоб повноцінно працювати в YouTube.

### Фільмографія
- 2024 — «Смак Свободи» — офіціант ресторану
- 2024 — «Я, «Побєда» і Берлін»— прикордонник Фєдя
- 2020 - "Екс" - Явір, головна роль

## Вплив на Український YouTube[5][6]

### Просвітницька діяльність
З початку 2022 року Віталій Гордієнко проводив просвітницьку діяльність на своєму YouTube-каналі. У відео, які набирали понад мільйон переглядів, він досліджував вплив російської пропаганди через кінематограф. За його словами, Росія використовує кіно як інструмент культурної експансії, спрямованої на формування образу "переможного народу" та створення позитивного іміджу "іншої Росії" — культурної та невинної. Це, на його думку, може сприяти виправданню агресивних дій, фальсифікації історії та привласненню чужих культурних надбань.
Гордієнко наголошує на необхідності розриву культурних зв'язків із Росією, вважаючи, що будь-який контакт може сприяти поширенню фейкових та пропагандистських наративів. Він також критикує російських лібералів, зазначаючи, що й вони, за його оцінкою, можуть підтримувати певні імперіалістичні наративи, що є шкідливим для України.
Він зазначав, що Росія роками прагнула формувати в українців комплекс меншовартості через спроби культурної та мовної асиміляції, а також затягувала їх у свій інформаційний простір. Гордієнко акцентує увагу на важливості розвитку та популяризації української культури й контенту.

### Вплив на YouTube-середовище
Його діяльність справила великий вплив на український сегменту YouTube що призвело до зростанню кількості україномовних YouTube-каналів, та підвищенню обізнаності серед українських користувачів щодо інформаційної безпеки.